# Волтерсхаузен
Волтерсхаузен (њем. Woltershausen) општина је у њемачкој савезној држави Доња Саксонија. Једно је од 40 општинских средишта округа Хилдесхајм. Према процјени из 2010. у општини је живјело 889 становника. Посједује регионалну шифру (AGS) 3254035.

## Географски и демографски подаци
Волтерсхаузен се налази у савезној држави Доња Саксонија у округу Хилдесхајм. Општина се налази на надморској висини од 192 метра. Површина општине износи 16,4 km². У самом мјесту је, према процјени из 2010. године, живјело 889 становника. Просјечна густина становништва износи 54 становника/km².